# Lucca (Dakota del Nord)
Lucca è un'area non incorporata degli Stati Uniti d'America della contea di Barnes nello Stato del Dakota del Nord. Probabilmente la comunità prende il nome da Pauline Lucca, una cantante lirica, anche se si sostiene che sia stata intitolata a Lucca, una città della Toscana, in Italia.